# Max Brückner (Maler)

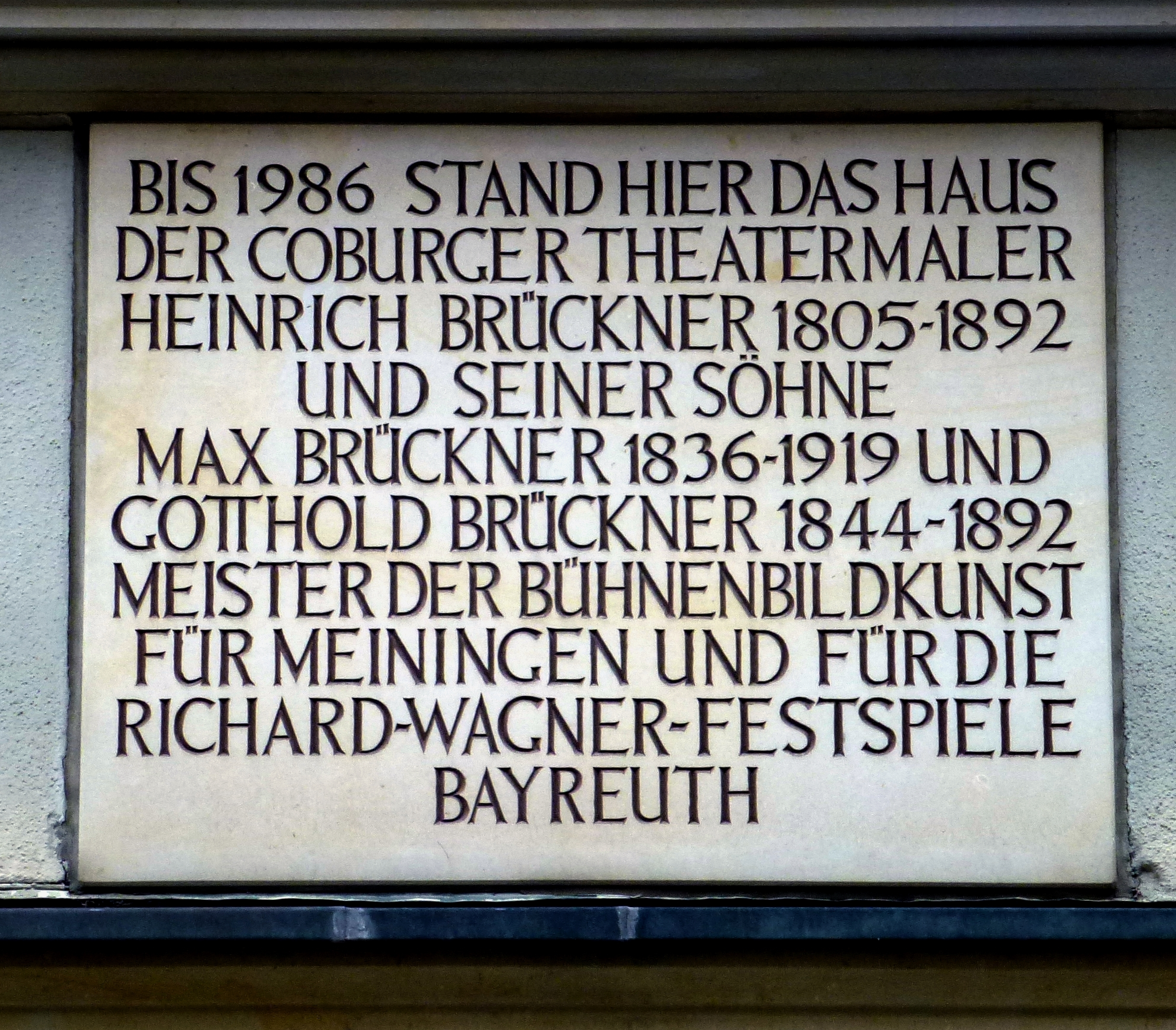
Gedenktafel der Künstlerfamilie Brückner am Haus Ketschengasse 14 in Coburg

Heinrich Maximilian Brückner (* 14. März 1836 in Coburg; † 2. Mai 1919 ebenda) war ein deutscher Theatermaler.

## Leben

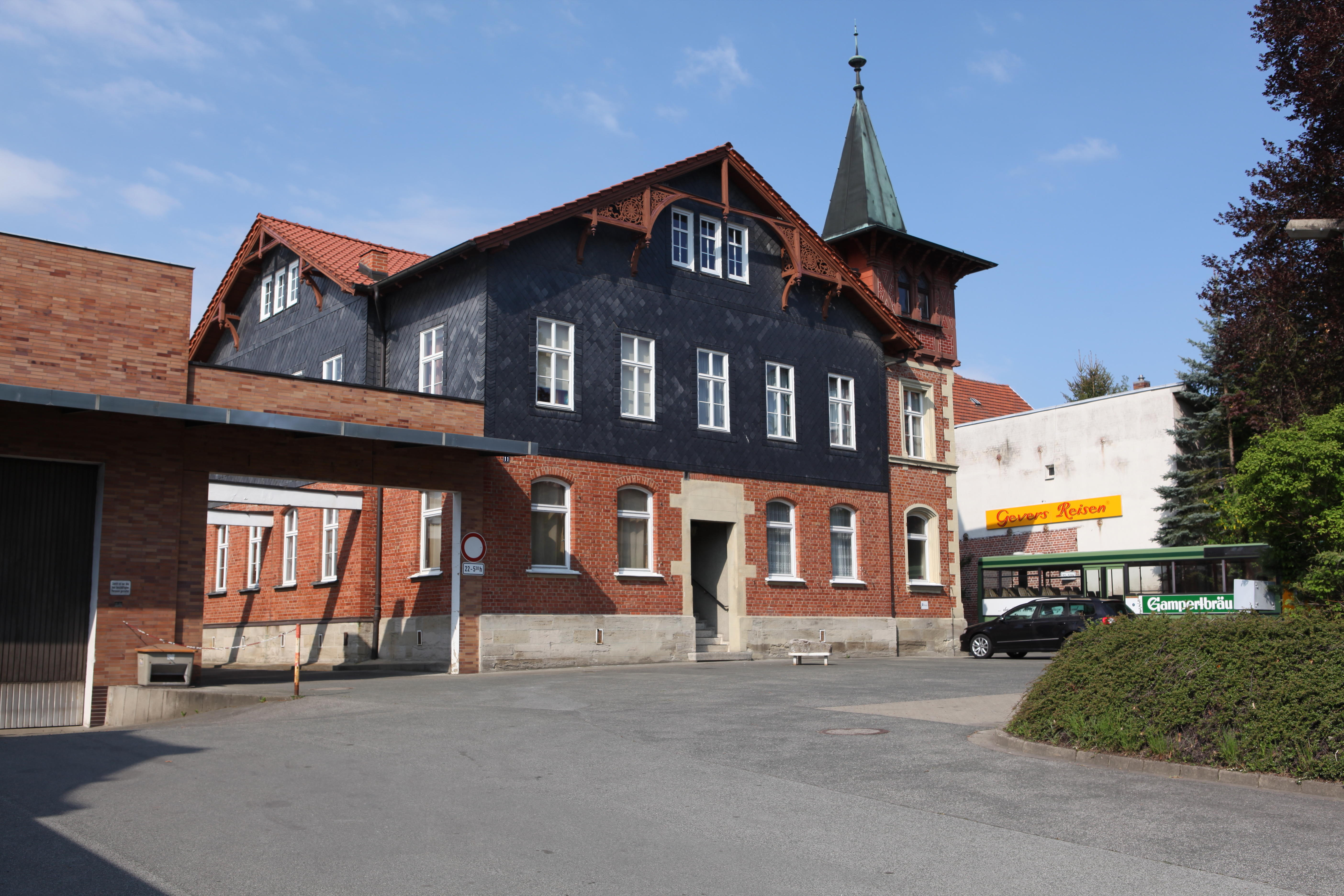
Coburg, Haus Rodacher Straße 11

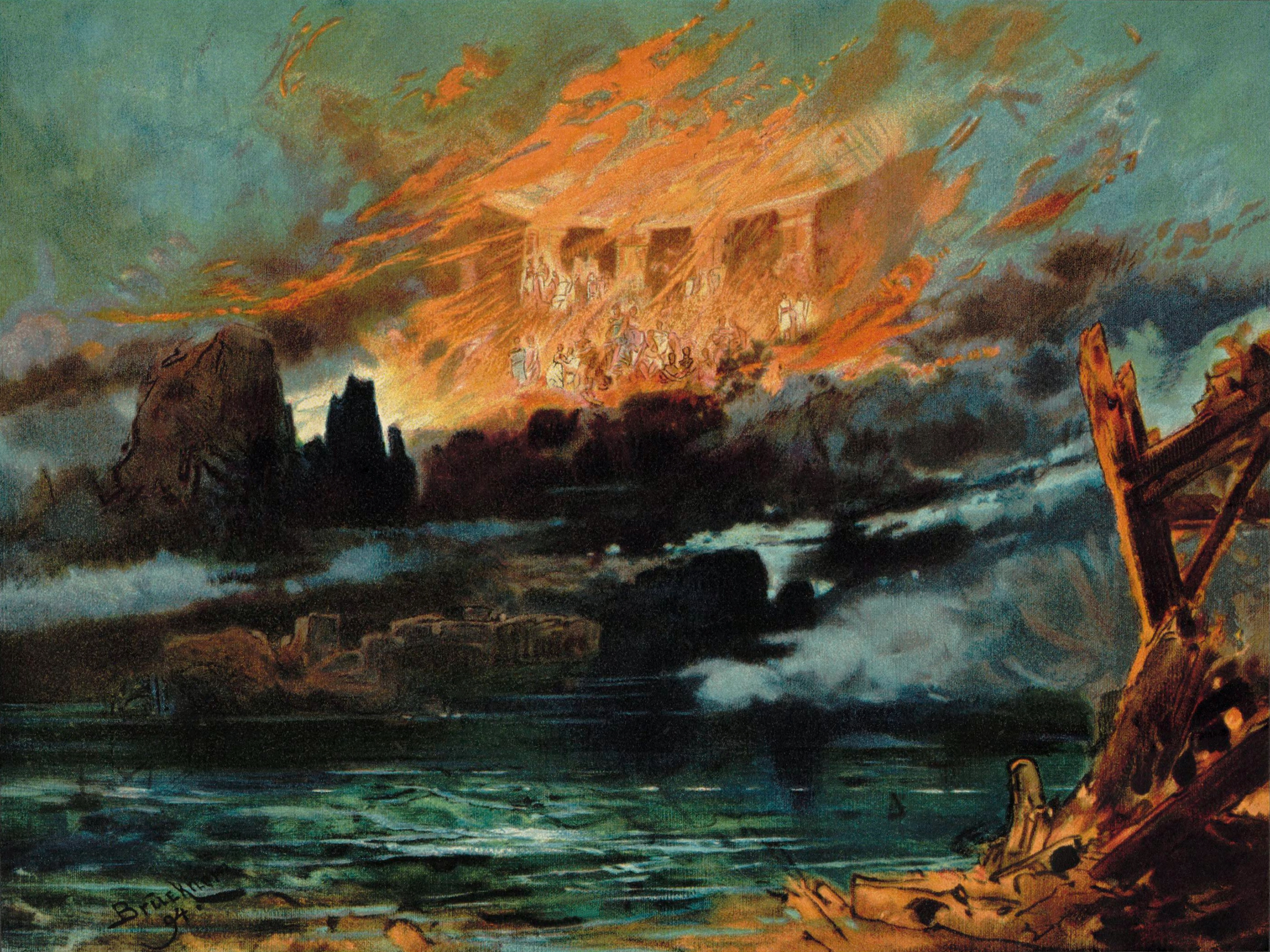
Bühnenbild für Wagners Der Ring des Nibelungen. Götterdämmerung 1896

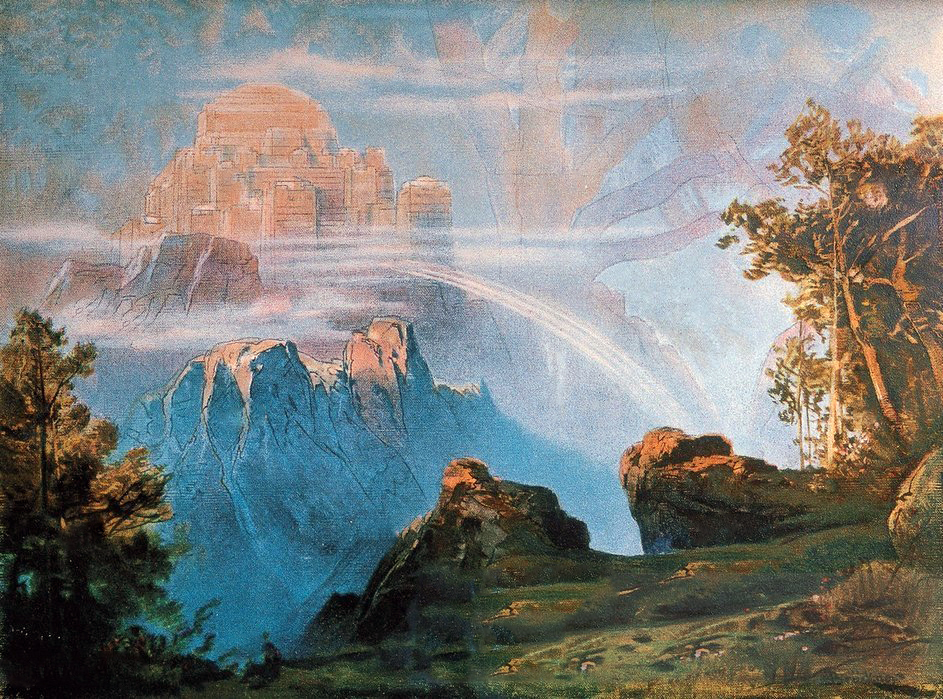
Walhall, Gemälde von Max Brückner 1896

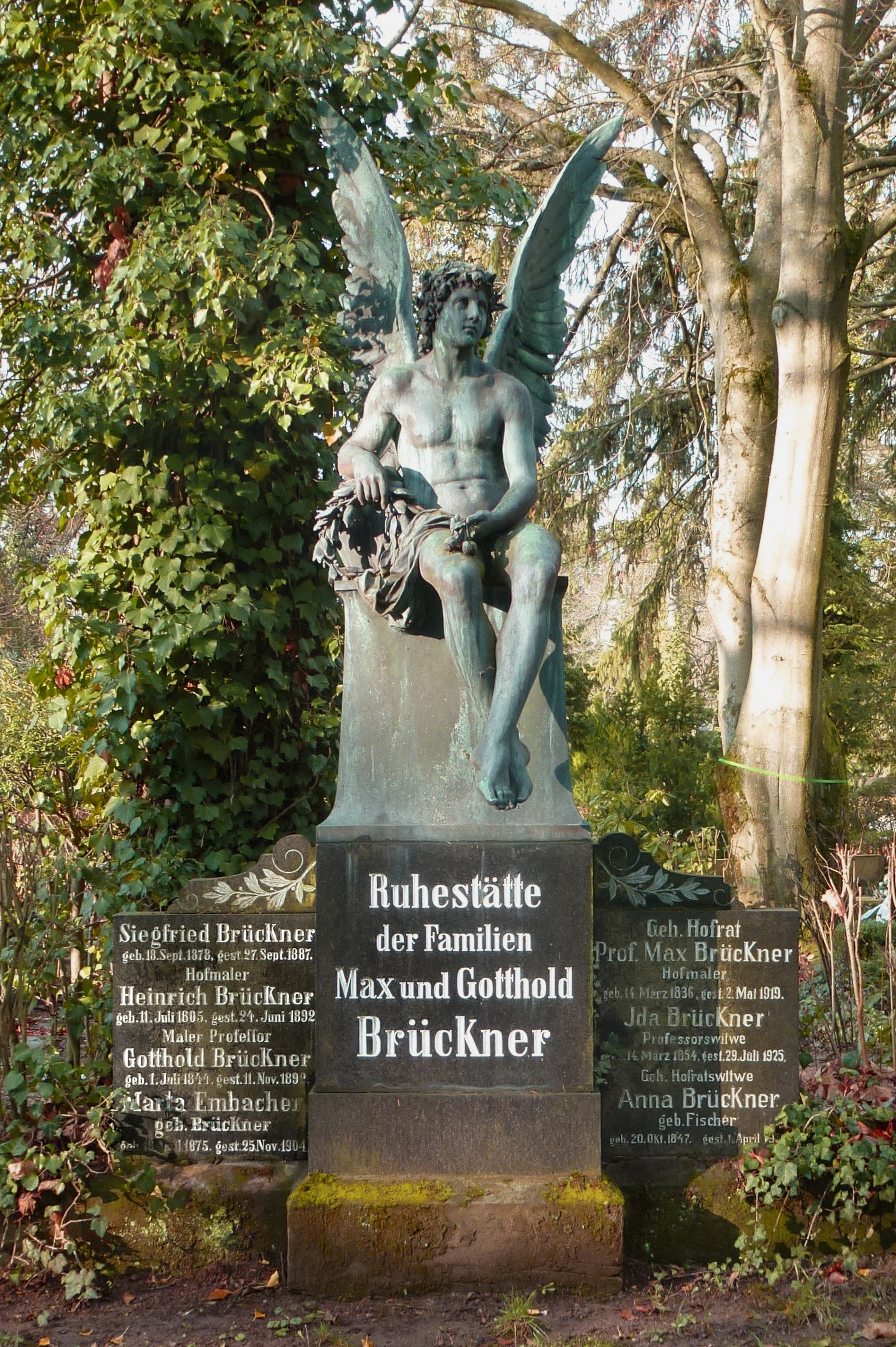
Ruhestätte der Familien Max und Gotthold Brückner auf dem Coburger Friedhof

Brückner wurde am 14. März 1836 in Coburg geboren. Sein Vater Heinrich Brückner (1805–1892) war Theatermaler am Hoftheater Coburg. Max besuchte bis zum 14. Lebensjahr die lateinische Ratsschule. Zwar hegte Max schon früh den Wunsch, Landschaftsmaler zu werden, musste jedoch nach väterlichem Willen bei einem Coburger Konditormeister in die Lehre gehen. Erst nachdem er seinem Vater bei Malerarbeiten hilfreich zur Seite stehen konnte, durfte er von 1854 bis 1857 die Ausbildung zum Landschaftsmaler bei Albert Zimmermann in München absolvieren. Brückner bildete sich anschließend mit einem Stipendium des Herzogs Ernst II. in London und Berlin im Atelier von Carl Wilhelm Gropius im Fach Bühnenbild weiter.
1861 erfüllte er einen ersten Auftrag für das Meininger Hoftheater, 1863 begann er durch Vermittlung von Carl Brandt (1828–1881), dem damals bekanntesten Theatermaschinisten, am Stadttheater Köln zu arbeiten. Von dort engagierte in Herzog Ernst II. für die Hoftheater in Coburg und Gotha. 1865 wurde er zum Coburger Hoftheatermaler auf Lebenszeit ernannt, mit der ausdrücklichen Erlaubnis, auch auswärtige Aufträge annehmen zu dürfen
Er begründete 1870 ein eigenes Atelier im Familienhaus in der Rodacher Straße 11, 1872 trat sein Bruder Gotthold (1844–1892), der ebenfalls ein begabter Theatermaler war, in das Atelier ein, das nun „Gebrüder Brückner – Atelier für szenische Bühnenbilder“ hieß. Aus dieser Bühnenbilderwerkstatt gingen über etwa 40 Jahre hinweg Bühnenbilder an fast alle namhaften Theater in Deutschland. Wobei die Verbindung zu den Bayreuther Festspielen eine besondere Rolle spielte. 1874 kam er über Vermittlung von Carl Brandt mit Richard Wagner in Kontakt, für den er zunächst die Bühnenbilder für den Ring des Nibelungen schuf, zwischen 1882 und 1911 wurden Bühnenbilder für alle großen Wagneropern in der Brücknerschen Werkstatt geschaffen. Ebenso wie auch für viele Bühnen im In- und Ausland, beispielsweise Darmstadt, Mannheim, Wiesbaden, Hamburg, Köln, Zürich, Petersburg und New York.
Der Erwähnung bedarf, dass auch König Ludwig II. von Bayern die Gebrüder Brückner zeitweise beschäftigt hat. Auf seinen Wunsch hin legten sie ihm 1881 alle Skizzen und Modelle zur Oper Parsifal vor, die der Bühnenbildner Paul von Joukowsky nur skizziert hatte. Daraufhin erhielten die Brüder von Ludwig II. wertvolle Ringe als Geschenk. 1884 folgte der Auftrag, für die Separatvorstellungen des Königs sämtliche Parsifal-Bühnenbilder anzufertigen.
Die Bühnenbilder der Gebrüder Brückner waren für ihre historisch treue Darstellung bekannt und erlangten über Jahrzehnte Weltruhm. Heute kann man einen großen Teil davon im Meininger Theatermuseum in Meiningen besichtigen. Durch die Gastspielreisen der berühmten Theatertruppe Die Meininger erlangten die Bühnenbilder von Brückner im 19. Jahrhundert einen hohen Bekanntheitsgrad.
Daneben war Max Brückner auch als Landschaftsmaler tätig. In der britischen Royal Collection befinden sich etwa 19 Landschaftsaquarelle von Max Brückner.
Da Max Brückner keine Kinder hatte, bestimmte er seinen Schüler Max Kürschner zu seinem Nachfolger; ab 1913 hieß die Firma „Max Brückner Nachfolger Max Kürschner – Atelier für szenische Bühnenbilder“. 1914 erblindete er, seinen Nachlass schenkte er den Kunstsammlungen der Veste Coburg. Teile seines grafischen Nachlasses liegen in der Theaterwissenschaftlichen Sammlung der Universität zu Köln (TWS).

## Erhaltene Werke
Zahlreiche originale Bühnenbilder von Max Brückner befinden sich im Theatermuseum Meiningen. Von Brückners Arbeiten für die Bayreuther Festspiele haben sich vor allem Entwürfe und Bühnenbildmodelle im Richard Wagner Museum Bayreuth erhalten. Die wohl einzigen auf uns gekommenen Kulissenfragmente Brückners für die Bayreuther Festspiele befinden sich im Bestand der Bayerischen Schlösserverwaltung. Sie stammen vom Bühnenbild „Burg von Antwerpen“ der Oper Lohengrin, 2. Aufzug. Ein Hintersetzer ist im Museum des Markgräflichen Opernhauses Bayreuth ausgestellt, ebenso wie das dazugehörige Modell aus dem Bestand des Richard Wagner Museums Bayreuth. Ein umfangreicher Nachlass Max Brückners befindet sich im Deutschen Theatermuseum in München, sowie im Deutschen Kunstarchiv im Germanischen Nationalmuseum Nürnberg.

## Auszeichnung
- Am 25. Mai 1909 wurde Max Brückner „in Anerkennung seiner hohen Verdienste in der Kunst“ als Ehrenritter in die „St. Mauritius-Ritterschaft“ in Coburg aufgenommen.[6]
- 1917 wurde Max Brückner nach 55 Jahren im Dienst des Hoftheaters Coburg mit der Goldenen Medaille für Kunst und Wissenschaft mit Krone Ernst II. ausgezeichnet.
- Titel Hofrat
- Titel Professor